# قلعة شفيرين

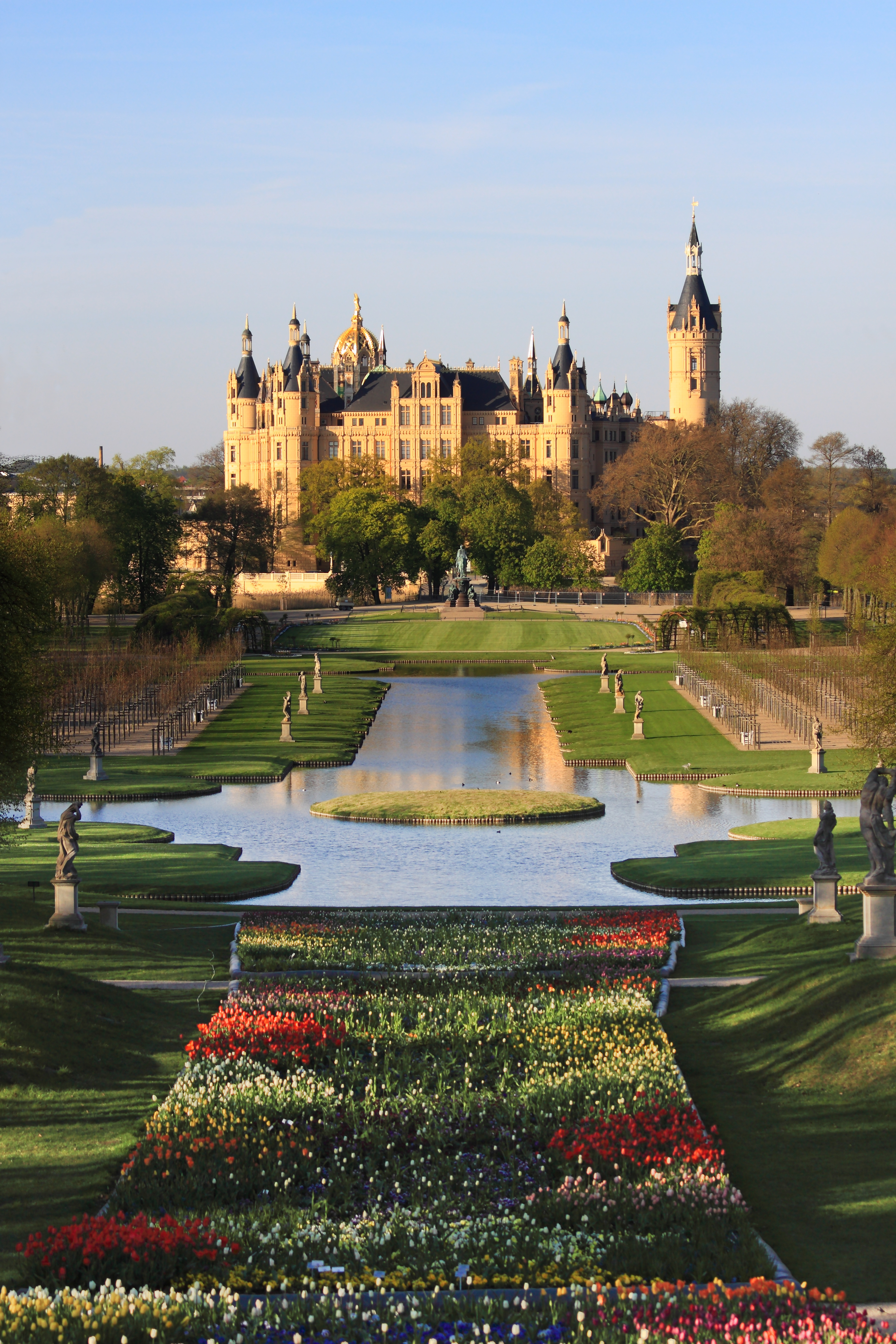
صورة للقلعة عام 2009

قلعة شفيرين هو قصر يقع في مدينة شفيرين الألمانية ولعدة قرون كان منزل للدوقات الكبرى ودوقات ومكلنبورغ، وهي الآن مقر لبرلمان الدولة.